# 클로드 브라쇠르
클로드 브라쇠르(프랑스어: Claude Brasseur, 1936년 6월 15일 ~ 2020년 12월 22일)는 프랑스의 배우이다. 소피 마르소 주연의 영화 《라붐》에서 주인공 빅의 아버지 프랑수아 역을 맡은 것으로 유명하다.
뇌이쉬르센에서 태어났으며 파리에서 사망하였다.

## 출연 작품

### 영화
- Le Pays d'où je viens (1956)
- 얼굴없는 눈 (1960)
- 제멋대로 하면서 (1961, La Bride sur le cou)
- 7대 죄악 (1962)
- 탈주한 하사 (1962)
- Nous irons à Deauville (1962)
- Peau de banane (1963)
- Dragées au poivre (1963)
- 국외자들 (1964)
- 파리 특급 지령 (1966, Du rififi à Paname)
- Un homme de trop (1967)
- Le Viager (1972)
- 나처럼 예쁜 여자 (1972)
- Bel ordure (1973)
- 애인 관계 (1974, Les Seins de glace)
- L'Agression (1975)
- 바로코 (1976)
- Le Grand Escogriffe (1976)
- Attention les yeux ! (1976)
- Un éléphant ça trompe énormément (1976)
- 아더 피플스 머니 (1978)
- 어떤 이혼녀 (1978)
- Aragosta a colazione (1979)
- La Banquière (1980)
- 라붐 (1980) - 빅의 아빠, 프랑수아 역
- Quando la coppia scoppia (1981)
- 라붐 2 (1982) - 빅의 아빠, 프랑수아 역
- 모파상 (1982, Guy de Maupassant)
- 암호는 레오파드 (1984, Le Léopard)
- 탐정 (1985)
- Les Loups entre eux (1985)
- 지옥에 빠진 육체 (1986, Descente aux enfers) - 알랑 콜베르 역
- 위기의 두 형사 (1989, L'Union sacrée)
- 댄싱 머신 (1990)
- 1, 2, 3 태양 (1993)
- Le Fil de l'horizon (1993)
- L'Autre Côté de la mer (1997) - 조르주 몽테로 역
- 세상에서 가장 아름다운 나라 (1999, Le Plus Beau Pays du monde)
- 겨울의 사실 (1999, Fait d'hiver)
- 후퇴 (1999, La Débandade)
- 토레로스 (2000, Toreros)
- 배우들 (2000, Les Acteurs)
- 따뜻한 인정 (2000, Le Lait de la tendresse humaine)
- La taule (2000)
- Chouchou (2003)
- 말라바 프린세스 (2004, Malabar Princess)
- 마이 파트너스 와이프(2005, L'Amour aux trousses)
- 파리의 연인들 (2006) - 자크 역
- 캠핑 (2006, Camping)
- 가족의 영웅 (2006, Le Héros de la famille)
- 나는 아무것도 상상하지 않았다 (2006, J'invente rien)
- 그의 위대한 광산 (2007, Sa Majesté Minor)
- 캠핑 2 (2010, Camping 2)
- 파이널 밸런스 (2011, Légitime Défense)
- Quand je serai petit (2012)
- 미스터 앙리와의 조금(?!) 특별한 동거 (2015) - 앙리 역
- 캠핑 3 (2016, Camping 3)
- 롤링 투 유 (2018, Tout le monde debout)

### 텔레비전
- Les Nouvelles Aventures de Vidocq (1971-73)